# Пауерс-Лейк (Вісконсин)
Пауерс-Лейк (англ. Powers Lake) — переписна місцевість (CDP) в США, в окрузі Кеноша штату Вісконсин. Населення — 1401 особа (2020).

## Географія
Пауерс-Лейк розташований за координатами 42°32′36″ пн. ш. 88°18′5″ зх. д. / 42.54333° пн. ш. 88.30139° зх. д. (42.543311, -88.301266).  За даними Бюро перепису населення США в 2010 році переписна місцевість мала площу 7,96 км², з яких 5,74 км² — суходіл та 2,22 км² — водойми. В 2017 році площа становила 6,87 км², з яких 5,18 км² — суходіл та 1,70 км² — водойми.

## Демографія
Згідно з переписом 2010 року, у переписній місцевості мешкало 1615 осіб у 636 домогосподарствах у складі 459 родин. Густота населення становила 203 особи/км².  Було 1097 помешкань (138/км²).
Расовий склад населення:
| - 96,8 % — білих - 0,3 % — чорних або афроамериканців - 0,3 % — азіатів - 0,1 % — корінних американців - 1,9 % — осіб інших рас |

До двох чи більше рас належало 0,6 %. Частка іспаномовних становила 4,1 % від усіх жителів.
За віковим діапазоном населення розподілялося таким чином: 22,2 % — особи молодші 18 років, 65,0 % — особи у віці 18—64 років, 12,8 % — особи у віці 65 років та старші. Медіана віку мешканця становила 42,5 року. На 100 осіб жіночої статі у переписній місцевості припадало 105,7 чоловіків;  на 100 жінок у віці від 18 років та старших — 102,6 чоловіків також старших 18 років.
Середній дохід на одне домашнє господарство  становив 69 799 доларів США (медіана — 63 333), а середній дохід на одну сім'ю — 76 564 долари (медіана — 74 667). Медіана доходів становила 61 667 доларів для чоловіків та 33 125 доларів для жінок. За межею бідності перебувало 12,5 % осіб, у тому числі 25,1 % дітей у віці до 18 років та 5,6 % осіб у віці 65 років та старших.
Цивільне працевлаштоване населення становило 554 особи. Основні галузі зайнятості: виробництво — 23,3 %, роздрібна торгівля — 14,8 %, науковці, спеціалісти, менеджери — 12,6 %.